# Josef Laggner
Josef Laggner (* 26. August 1966 in Bad Gastein) ist ein österreichischer Gastronom.

## Familie
Laggner stammt aus einfachen Verhältnissen, seine Eltern arbeiteten als Metzger und Stubenmädchen. Nach Abschluss der Hauptschule und einer Lehre als Kellner kam er mit 19 Jahren nach Berlin. Zunächst arbeitete er als Kellner mehrere Jahre in dem griechischen Nobelrestaurant Fofi.

## Gastronomieunternehmer
1995 übernahm er mit einem Partner, von dem er sich später trennte, das kurz vor der Insolvenz stehende Weinrestaurant Lutter & Wegner in Berlin-Charlottenburg. 1997 wurde der Sitz an den Gendarmenmarkt in Mitte verlegt. Dem folgten nach und nach weitere Restaurants an prominenter Stelle in Berlin und Potsdam, u. a.
- die Remise von Schloss Glienicke (Restaurant Goldener Greif).[3]
- die „Fischerhütte am Schlachtensee“
- die „Newton Bar“ am Gendarmenmarkt
- der Kaisersaal am Potsdamer Platz
- der Internationale Club im Auswärtigen Amt
- das Krongut Bornstedt am Schloss Sanssouci, Potsdam
- im International Club Berlin[4]
- am Rolandsbogen
- Sturmhaube Kampen.
- das "Augustiner" am Gendarmenmarkt[5]
- die "Gendarmerie" und die "Austernbank" in Berlin (haben schon wieder andere Eigner)

Auch am Flughafen Berlin Brandenburg ist ein Restaurant geplant. Lutter & Wegner-Filialen werden u. a. in Bad Gastein, Seebad Heringsdorf, München und Hamburg sowie im Weinhaus Huth am Potsdamer Platz in Berlin betrieben. Insgesamt betreibt Laggner derzeit ca. 25 Einrichtungen. Laggner bietet vorwiegend deutsch-österreichische Küche in entspannter Atmosphäre an. Sein Restaurant Solitude in Bad Gastein wird vom Restaurantführer Gault-Millau erwähnt.
Jedes Restaurant wird in einer separaten Gesellschaft geführt. Insgesamt erzielte Laggner 2009 ca. 35–40 Mio. € Jahresumsatz und beschäftigte ca. 600 Mitarbeiter.

## Privates
Neben einem Kind aus einer früheren Beziehung hat er seit Juli 2012 auch eine Tochter mit Isabella Baronin von Schorlemer.